# Fläckig havsabborre
Fläckig havsabborre (Dicentrarchus punctatus) är en art i familjen egentliga havsabborrfiskar som förekommer längs östra Atlantkusten.

## Utseende
Fläckiga havsabborren är en tämligen avlång fisk med en kropp som är sammantryckt från sidorna. Den har två ryggfenor, den främre med enbart 8 till 9 taggstrålar, den bakre med en taggstråle och 11 till 14 mjukstrålar. Analfenan har 3 taggstrålar och 10 till 12 taggstrålar. Kroppen är silverfärgad med blåaktig till grönaktig rygg. Stjärtspolen har en tydlig, svart fläck, och rygg och sidor hos de vuxna fskarna har flera, små, svarta prickar. Längden kan nå upp till 70 cm.

## Vanor
Arten lever nära botten, kan gå upp i brackvatten och tillfälligtvis även i floder. Födan består främst av räkor och blötdjur, men den tar även fisk. Leken sker under mars till juni i norra delen av utbredningsområdet, januari till mars i Medelhavet. Den går sällan högre än 30 m.

## Utbredning
Den fläckiga havsabborren finns i östra Atlanten från (tillfälligtvis) Engelska kanalen längs Europas västkust via södra Medelhavet till Senegal och Kanarieöarna. Den finns även i Suezviken.

## Betydelse för människan
Ett mindre, kommersiellt fiske förekommer; den är också föremål för sportfiske.